# Симона де Бовуар
Симо́на-Люсі-Ернестін-Марі Бертран де Бовуа́р (фр. Simone-Lucie-Ernestine-Marie Bertrand de Beauvoir (фр. вимова: [simɔn də boˈvwaʁ]), 9 січня 1908, Париж — 14 квітня 1986) — французька письменниця, екзистенціалістка, філософ, інтелектуалка, ідеолог фемінізму, «мати фемінізму другої хвилі», соціальний теоретик та політична активістка. Авторка багатьох новел, монографій у сфері філософії та політики, соціальних нарисів, есе, щоденників, біографій та автобіографії у кількох томах.
Публіцистична робота «Друга стать» (Le deuxième sexe, 1949), присвячена проблемам прав жінок та гендерної нерівності, справила великий вплив на феміністський рух. У романах де Бовуар розвиваються екзистенціалістські ідеї, сюжетні ходи «Мандаринів» (Les Mandarins, 1954; Гонкурівська премія) описують події життя екзистенціалістського письменницького оточення.
Есеїстика де Бовуар включає роботи «Мораль двозначності» (Pour une morale de l'ambiguité, 1947), «Старість» (La Vieillesse, 1970). У автобіографічній трилогії «Сила зрілості» (La Force de l'âge, 1960) і «Сила речей» (La Force des choses, 1963) змальовується життя сподвижниці Сартра.

## Юність та освіта
Симона де Бовуар народилась 9 січня 1908 року у паризькій родині в 6-му окрузі. Її батько, Жорж Бертран де Бовуар — юридичний секретар, колись прагнув стати актором, а мати, Франсуаз Бовуар (до шлюбу — Брассер), була донькою багатого банкіра і ревною католичкою. Сестра Симони Елен народилася через два роки. Родина намагалася підтримувати звичний рівень життя й після того, як після Першої світової війни вони втратили більшу частину свого капіталу, і Франсуаз наполягала, щоб дочки були відправлені до престижної монастирської школи. Симона дитиною була глибоко релігійною, а в один момент навіть мала намір стати черницею. Вона втратила віру в ранньому підлітковому віці й залишилася атеїсткою до кінця життя.
Де Бовуар була інтелектуально ранньою дитиною, що було викликано заохоченням батька; він постійно хвалився: «Симона думає, як чоловік!». Через деякі напружені обставини її сім'ї, де Бовуар більше не могла покладатися на свій посаг, і, як і інші дівчата середнього класу її віку, мала ризик не вступити в шлюб. Де Бовуар скористалася цією можливістю, щоб зробити те, що вона завжди хотіла зробити, та заробляти собі на життя.
Після здачі бакалаврських іспитів з математики і філософії в 1925 році вона вивчала математику в Інституті католики в Парижі та мови й літературу в Інституті Сент-Марі. Потім вона вивчала філософію в Сорбонні і після закінчення в 1928 році написала дипломну роботу (приблизно еквівалентна магістерській роботі) про Лейбніца для Леона Бруншвіча (тема: фр. «Le concept chez Leibniz», укр. «Концепція в Лейбніца»). Де Бовуар була лише дев'ятою жінкою, яка отримала в той час диплом Сорбонни, через те, що француженкам лише нещодавно було дозволено здобувати вищу освіту.
Де Бовуар уперше працювала з Морісом Мерло-Понті і Клодом Леві-Стросом, коли всі троє відбували педагогічну практику в одній середній школі. Хоча офіційно не була зарахована, де Бовуар була на курсах у Вищій нормальній школі, готуючись до агрегації з філософії, висококонкурентного післядипломного іспиту, який служить національним рейтингом для студентів. Під час навчання для агрегації вона познайомилася зі студентами Жаном-Полем Сартром, Полем Нізаном і Рене Майо (який дав їй прізвисько «Кастор», або «бобер», що прилипло до неї). Журі агрегації нагородило першим місцем Сартра замість де Бовуар, яка посіла друге місце й у віці 21 року була наймолодшою людиною, яка склала іспит.
У роботі «Мемуари добре вихованої дівчини» вона писала: «… індивідуалізм мого батька та його язичницькі етичні норми були в повному протиріччі з жорстко моральним конвенціоналізмом моєї матері. Цей дисбаланс, який зробив моє життя свого роду нескінченним диспутом, і є головною причиною, чому я стала інтелектуалкою».

## Середні роки та стосунки
З 1929 по 1943 рік де Бовуар викладала на рівні ліцею, поки не могла підтримувати себе виключно на гонорарах від своїх творів. Вона викладала в ліцеї Монгран (Марсель), ліцеї Жанни д'Арк (Руан) і ліцеї Мольєра (Париж) (1936—1939).
У жовтні 1929 року Жан-Поль Сартр і де Бовуар стали парою і після суперечки з батьком де Бовуар Сартр попросив її одружитися з ним для проби. Одного разу, коли вони сиділи на лавці біля Лувру, він сказав: «Давайте підпишемо дворічну угоду». Де Бовуар вирішила ніколи не одружуватись та не вести спільний побут із Сартром, з яким мала тривалі стосунки. З 1929 року де Бовуар і Сартр були партнерами протягом 51 року, до його смерті в 1980 році.
Сартр і де Бовуар завжди читали одне одного. Триває дискусія про те, наскільки вони впливали одне на одного в своїх екзистенціалістичних творах, таких як «Буття і ніщо» Сартра, де Бовуар «Гостя» і «Феноменологія і наміри». Проте нові дослідження доробку де Бовуар зосереджені на впливах, відмінних від Сартра, включаючи Гегеля та Лейбніца. Неогегелівське відродження Александра Кожева і Жана Іпполіта в 1930-х роках надихнуло ціле покоління французьких мислителів, зокрема Бовуар і Сартра, відкрити для себе «Феноменологію духу» Гегеля.
Де Бовуар вирішила ніколи не вступати в шлюб і не створювати спільного господарства, також вона ніколи не мала дітей. Це дало їй час для вдосконалення своєї освіти, активного залучення до політичних подій, письменництва, викладання, подорожей, а також для її вільного особистого життя.
Можливо, її найвідомішим коханцем був американський автор Нельсон Альгрен, якого вона зустріла в Чикаго в 1947 році і до якого писала через Атлантику, звертаючись «мій коханий чоловіче». В 1954 році де Бовуар завоювала найпрестижнішу французьку літературну премію за роман «Мандарини», в якому Альгрен є прототипом персонажа Льюїса Брогана. Альгрен затято заперечував проти розголосу їх стосунків, але де Бовуар поховали з його подарунком — срібною каблучкою. Однак вона жила з Клодом Ланцманом з 1952 по 1959 рік.
Симона де Бовуар була бісексуалкою, і її стосунки з молодими жінками були контроверсійними. Колишня студентка Б'янка Ламблен (до шлюбу Бінефельд) написала у своїй книзі «Мемуари стурбованої молодої дівчини» (Mémoires d'une jeune fille dérangée), що, поки вона була студенткою в Ліцеї Мольєра, її вчителька де Бовуар в свої 30 років сексуально експлуатувала її. У 1943 році де Бовуар була відсторонена від викладацької роботи через звинувачення в тому, що в 1939 році вона спокусила 17-річну ліцеїстку Наталі Сорокіну. Батьки Сорокіної пред'явили офіційне звинувачення проти де Бовуар за розбещення неповнолітньої, і внаслідок цього у неї було відкликано ліцензію на викладання у Франції.
Незадовго до Другої світової війни пара Сартр-де Бовуар переїжджає до Парижу. У 1943 році де Бовуар вперше друкує свій роман «Гостя» (L'Invitée) у видавництві Ґаллімар. У романі описуються стосунки між Сартром, Ольгою Козакевич та нею, роман має великий успіх.

## Громадська діяльність
5 квітня 1971 року у французькому журналі Le Nouvel Observateur опублікувала відкритий лист: Маніфест трьохсот сорока трьох, який підписали ще 342 жінки, з вимогою декриміналізувати аборти.
У 1977 році де Бовуар, Сартр, Ролан Барт, Мішель Фуко, Жак Дерріда і значна частина інтелігенції підписали петицію, яка прагнула скасувати вік згоди у Франції.

## Значні твори

### Гостя
Де Бовуар опублікувала свій перший роман Гостя (L'Invitée) 1943 року. Це художня хроніка сексуальних стосунків між нею й Сартром з Ольгою та Вандою Козакевич. Ольга була однією з учениць де Бовуар у середній школі в Руані, де та викладала на початку 1930-х. Вона прив'язалася до Ольги. Сартр спробував підбити до Ольги клинці, але вона йому відмовила, тож він розпочав стосунки з її сестрою Вандою. Сартр підтримував Ванду до самої смерті. Він також підтримував Ольгу впродовж багатьох років, доки вона не зустрілася з Жаком-Лораном Бостом, коханцем де Бовуар, і не одружилася з ним.
Дія роману відбувається перед Другою світовою війною. Бовуар поєднала Ольгу та Ванду в одну персонажку. У цій художній версії де Бовуар, Сартр та молода жінка ведуть менаж-а-труа. Роман розкриває також складні стосунки між де Бовуар і Сартром та те, як на ці стосунки впинуло життя втрьох.
Після Гості де Бовуар опублікувала роман Кров інших, що досліджує природу особистої відповідальності й розповідає історію кохання двох французьких студентів, учасників Руху опору.

### Екзистенціалістська етика

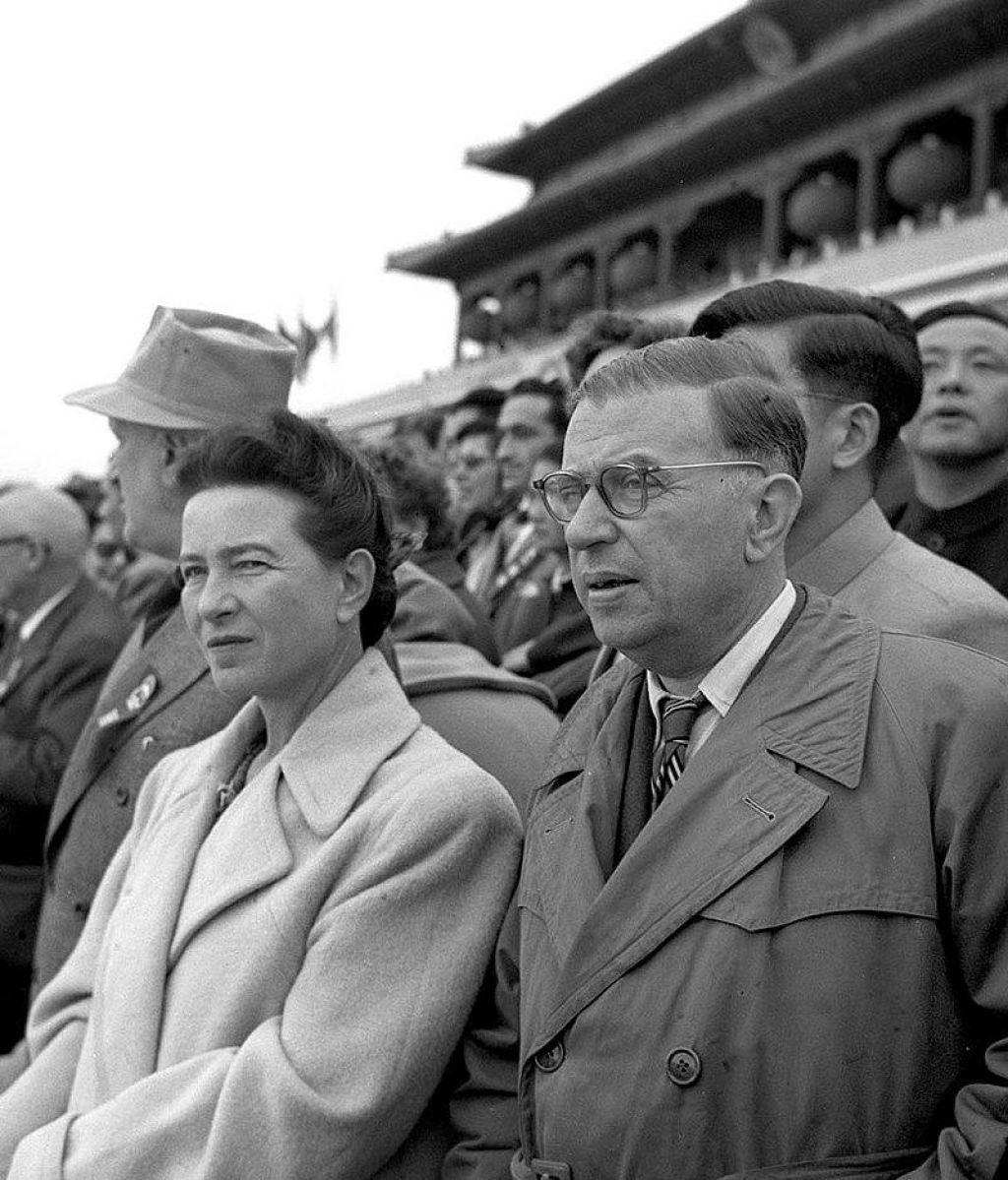
Симона де Бовуар та Жан-Поль Сартр у Пекіні, 1955

У 1944-у де Бовуар написала перше філософське есе Пірр і Кіней (Pyrrhus et Cinéas), де висвітлюється питання екзистенціалісткої етики. Вона продовжила дослідження екзистенціалізму у другому есе Етика двозначності (1947); це, мабуть, найбільш доступний вступ до екзистенціалізму. У цьому есе де Бовуар прояснює деякі непослідовності, які багато хто, зокрема Сартр, вбачали в головних працях екзистенціалізму, таких як Буття і ніщо. В Етиці двозначності де Бовуар береться за екзистенціалістську дилему абсолютної свободи проти накладених обставинами обмежень.

### Les Temps modernes
У кінці Другої світової війни де Бовуар та Сартр стали редакторами політичного журналу Les Temps modernes, заснованого Сартром разом із Морісом Мерло-Понті та іншими інтелектуалами. Де Бовуар використовувала журнал Les Temps Modernes для публікації власних творів, досліджуючи свої ідеї в малій формі, перш ніж зібрати їх в есе та книги. Вона залишалася редактором до смерті.

### Друга стать
Друга стать, уперше опублікована в 1949 році французькою як Le Deuxième Sexe, перетворює екзистенціалістську мантру існування передує сутності в феміністську: «Жінкою не народжуються, нею стають» (фр.: «On ne naît pas femme, on le devient»). Цією знаменитою фразою де Бовуар концептуалізує відмінність між біологічною статтю та соціально конструйованим ґендером і супутніми стереотипами. Де Бовуар обґрунтовує тезу, що «первинним джерелом пригноблення жінки є її історичне й соціальне конструювання як суттєво «Іншої».
Де Бовуар визначає жінку як «другу стать», тому що жінок визначають відносно чоловіків. Вона вказує, що Арістотель розмірковував, що жінки «є самицями через брак якостей», Тома Аквінський говорив про жінок як про «недосконалих чоловіків» та як про «випадкові» створіння. Де Бовуар ствержувала, що жінки здатні робити вибір на рівні з чоловіками, а тому спроможні обрати шлях підняття за межі «іманентності», з якою вони раніше примирялися, й досягти «трасцендентності», тобто положення, коли вони візьмуть у свої руки відповідальність за себе й за світ, коли вони оберуть свободу.
У розділі «Жінка: міф та реальність» де Бовуар описує, як чоловіки зробили жінку «Іншою» в суспільстві, оточивши її фальшивою аурою «таємничості». Вона наполягає, що чоловіки використовують це як виправдання тому, щоб не розуміти жінок та їхніх проблем, не допомагати їм, і що загалом таке створення стереотипів групи, що стоять вище в ієрархії, завжди застосовують щодо тих груп, що стоять нижче. Вона пише, що аналогічний гніт ієрархії завжди відбувається щодо інших категорій ідентичності, таких як раса, клас чи релігія, але, стверджує вона, ніде це не настільки правда, як щодо ґендеру, коли чоловіки формують стереотип жінки й використовують його як виправдання організації суспільства на засадах патріархату.
Попри внесок у феміністичний рух, особливо в рух звільненні жінок у Франції, та віру в ідеали економічної незалежності жінок та рівних можливостей освіти, де Бовуар тривалий час не бажала називати себе феміністкою. Однак в умовах нового піднесення феміністичного руху в кінці 1960-х та на початку 1970-х вона заявила, що більше вже не вірить, що лише тільки соціалістична революція буде достатньою для звільнення жінки. Тож 1972 року вона публічно проголосила себе феміністкою в інтерв'ю Le Nouvel Observateur.

### Мандарини
Роман «Мандарини», опублікований 1954 року, здобув найвищу літературну відзнаку Франції: Гонкурівську премію. Дія роману відбувається після закінчення Другої світової й описує особисте життя філософів та їх друзів з близького кола спілкування Сартра й де Бовуар, зокрема, її стосунки з американським письменником Нелсоном Алгреном, якому в книзі є посвята. Алгрена обурив відвертий опис сексуальних стосунків між ними як в «Мандаринах», так і в автобіографіях. Свою лють він спрямував, зробивши огляд американських перекладів робіт де Бовуар. Велика частина матеріалів щодо цього епізоду в житті де Бовуар, зокрема її листи до Алгрена, стали доступними широкій публіці тільки після її смерті.

## Симона де Бовуар в Україні
Приїзд Симони де Бовуар в травні 1964 року в Київ залишився непоміченим. Багато митців та тогочасної інтелігенції з-закордону було запрошено на Шевченків ювілей. Головою організаційного комітету був Микола Бажан, який, зокрема, і запросив Жана-Поля Сартра. Незважаючи на те, що з ним приїхала Симона де Бовуар, яка була авторкою знаменитої праці «Друга стать», а 60-ті роки в Радянському Союзі відзначалися піднесенням радикальної другої хвилі фемінізму, її постать майже не привернула до себе уваги. Навіть попри це вона знайшла спільну мову з українськими інтелектуалками.

## Пам'ять
9 січня 2008 року, до 100-річчя від дня народження Сімони де Бовуар, феміністка та дослідниця Юлія Крістева заснувала міжнародну премію з прав людини за свободу жінок — Премію Симони де Бовуар.
Де Бовуар вшанована на Поверсі спадщини Джуді Чикаго.

## Переклади українською
- Бовуар, Сімона де. Друга стать. Т. 1. Пер. з французької Наталія Воробйова, Павло Воробйов, Ярослава Собко — К.: Основи, 1994. — 390 с.
- Бовуар, Сімона де. Друга стать. Т. 2. Пер. з французької Наталія Воробйова, Павло Воробйов, Ярослава Собко — К.: Основи, 1995. — 392 с.
- Бовуар, Сімона де. Друга стать. Т. 1-2. Пер. з французької Наталія Воробйова, Павло Воробйов, Ярослава Собко — К.: Основи, 2017. — 368 с.
- Симона де Бовуар. Ошукана жінка. пер. з французької Євгенії Кононенко. – Київ: SNOWDROP, 2020[46].

## Фільмографія
- 1995: «Всі люди смертні» (All Men Are Mortal), екранізація однойменного роману де Бовуар. Режисер Ейт де Йонг (Ate de Jong), в головних ролях Ірен Жакоб, Стівен Рі.
- 2006: «Коханці Кафе де Фльор», режисер Ілан Дюран Коен, Анна Муглаліс (Anna Mouglalis) в ролі Симони де Бовуар.
- 2006: «Сартр, роки пристрастей[fr]», фільм Клода Горетта у двох епізодах з Анн Альваро (Anne Alvaro) в ролі де Бовуар.

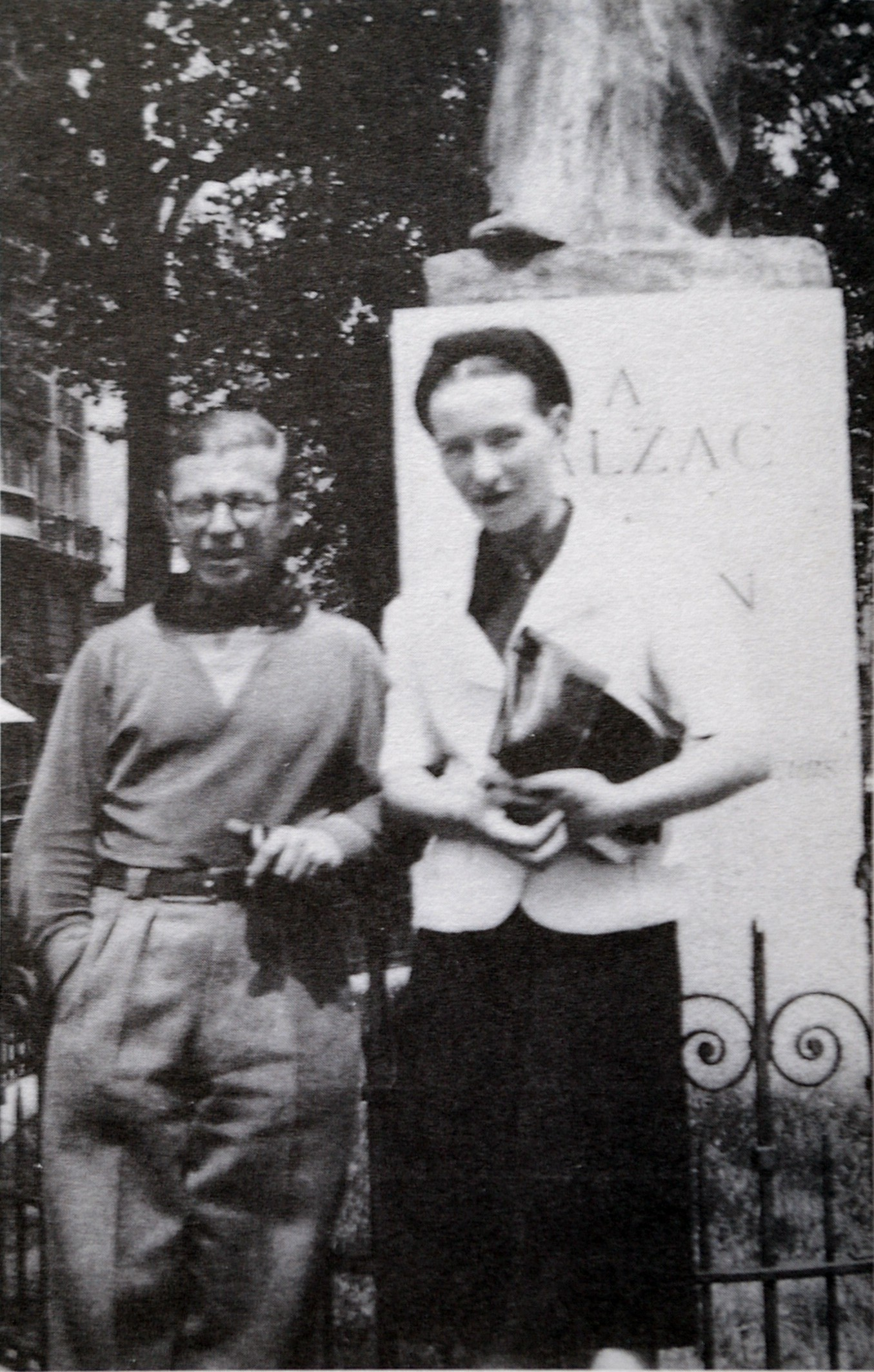
Симона де Бовуар разом із Сартром біля пам'ятника Бальзаку

## Нагороди
- Гонкурківська премія (Prix Goncourt), 1954
- Єрусалимська премія (Jerusalem Prize), 1975
- Австрійська державна премія з європейської літератури (Austrian State Prize for European Literature), 1978

## Цитати
- Жінкою не народжуються, нею стають («Друга стать», 2 том).
- Жоден чоловік не погодився б стати жінкою, але всі вони хочуть, щоб жінки були («Друга стать», 1 том).
- Аби я визнала чоловіка рівним собі, він повинен довести, що хоча б в чомусь кращий за мене (слова Анни (прототип Бовуар), «Мандарини»).
- У своїх творах я показую жінок такими, якими вони є, а не повинні бути (з інтерв'ю з Симоною де Бовуар[47])
- Бути коханою — це не мета і не сутність буття. («Мандарини»)
- У глибині душі чоловіку потрібно, щоб війна статей залишалася для нього грою, тоді як жінка ставить на карту свою долю.
- Закохана жінка замикається в маленькому світі коханого чоловіка; ревнощі посилюють її самотність і тим самим роблять залежність ще сильнішою.
- «Любов» має різне значення для чоловіка та жінки, саме в цьому одна з головних причин непорозуміння, що розділяє їх.
- Світом ніколи не володіють, і захиститися від нього теж неможливо. («Мандарини»)
- Мені завдає нещастя лише те, що я не відчуваю себе щасливою.
- Мовчання — подоба спільництва: воно висловлює згоду, надто глибоку для слів.(з роману «Принадливі картинки»)
- Зазвичай люди не надто винахідливі, коли справа стосується розваг.
- …Все своє життя я побудувала на несприйнятті нудьги. (Анна — прототип С. де Бовуар, роман «Мандарини»)